# Газорозподільна система
Газорозподільна система (рос.газораспределительная система; англ. gas distributing system; нім. Gasverteilungssystem n) — промисловий комплекс для транспортування газу від магістрального газопроводу до окремих споживачів.
Містить газорозподільні мережі, газорозподільні станції та ін.
Газорозподільні системи оснащуються приладами для вимірювання тиску і витрати газу, пристроями зв'язку, сигналізації, запірною арматурою для відключення окремих ділянок Г.с. або об'єктів споживання газу при аваріях, ремонтних роботах і т. д.
Особливість газорозподільних систем — відсутність у них пристроїв підвищення тиску газу (компресорних станцій). Основний елемент газорозподільних систем — газорозподільні мережі. Газорозподільні системи підрозділяються на одноступінчаті, двоступінчасті, які складаються з газорозподільних мереж низького і середнього або низького і високого тисків, триступінчасті, які включають мережі низького, середнього і високого тиску, багатоступінчасті, в яких газ подається по мережах низького, середнього і високого (до 0,6 і до 1,2 МПа) тисків.
Вибір системи газорозподілу залежить від виду джерела газу, властивостей газу, ступеня його очищення, розмірів газифікованої території, особливостей її планування і забудови, густоти населення, кількості і характеру промислових і комунально-побутових підприємств. Газорозподільні системи відрізняються схемами газорозподільних мереж, способом постачання від магістральних газопроводів, типом обладнання і споруд на газорозподільних мережах, системами зв'язку і телемеханіки.